# 桜土浦インターチェンジ
桜土浦インターチェンジ（さくらつちうらインターチェンジ）は、茨城県つくば市下広岡及び土浦市中村西根にある、常磐自動車道のインターチェンジ（IC）である。

## 概要
IC名の「桜」は、かつて当ICの所在地だった新治郡桜村に由来する。当ICの料金所上及び本線接続部付近につくば市と土浦市の境界がある。
常磐自動車道のICの中では土浦市中心部や筑波研究学園都市に最も近い。
当ICより仙台若林JCT方面は、2023年（令和5年）3月28日から岩間IC迄の間が最高速度110km/h区間となっている。

## 歴史
- 1982年（昭和57年）3月30日：谷田部IC - 千代田石岡IC間開通に伴い、供用開始[1]。

## 周辺
- つくば市立桜南小学校
- つくば市立東小学校
- つくば市立並木中学校
- つくば市立谷田部東中学校
- 茨城県立並木中等教育学校
- 常総学院高等学校
- 茗溪学園中学校・高等学校
- 茨城県立土浦特別支援学校
- 茨城県立土浦産業技術専門学院
- 独立行政法人宇宙航空研究開発機構 (JAXA) 筑波宇宙センター
- 産業技術総合研究所
- 物質・材料研究機構
- イオンモール土浦
- 上高津貝塚・ふるさと歴史の広場
- ヤマダデンキYAMADA web.com つくば店

## 道路
- E6 常磐自動車道（5番）

## 接続する道路
- 直接接続
  - 国道354号

- 間接接続
  - 国道6号
  - 茨城県道55号土浦つくば線（通称：学園東大通り）

## 料金所
- ブース数：8

### 入口
- ブース数：3
  - ETC専用：2
  - 一般：1

### 出口
- ブース数：5
  - ETC専用：2
  - 一般：3

## 隣
E6 常磐自動車道
(4)谷田部IC - (4-1)つくばJCT - 谷田部東PA - (5)桜土浦IC - (6)土浦北IC